# قلعة باشي (قشلاق أهر)
قلعة باشي (بالفارسية: قلعه‌باشی) هي منطقة سكنية تقع في إيران في قسم قشلاق الریفي. يقدر عدد سكانها بـ 84 نسمة .